# Helcon claviventris
Helcon claviventris är en stekelart som beskrevs av Wesmael 1835. Helcon claviventris ingår i släktet Helcon och familjen bracksteklar. Arten är reproducerande i Sverige. Inga underarter finns listade i Catalogue of Life.